# Woolloomooloo
Woolloomooloo – portowa dzielnica (przedmieście) położona na terenie samorządu lokalnego City of Sydney, wchodzącego w skład aglomeracji Sydney, w stanie Nowa Południowa Walia, w Australii.

## Galeria

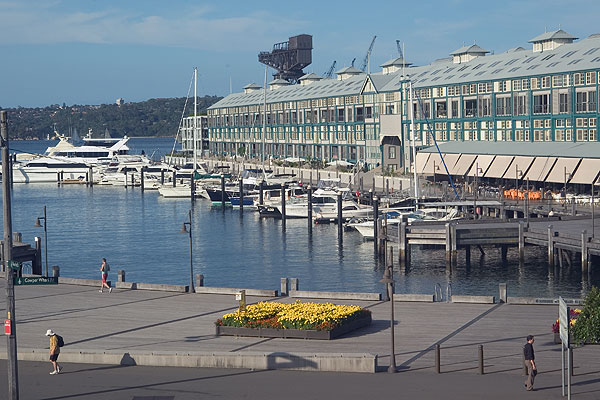
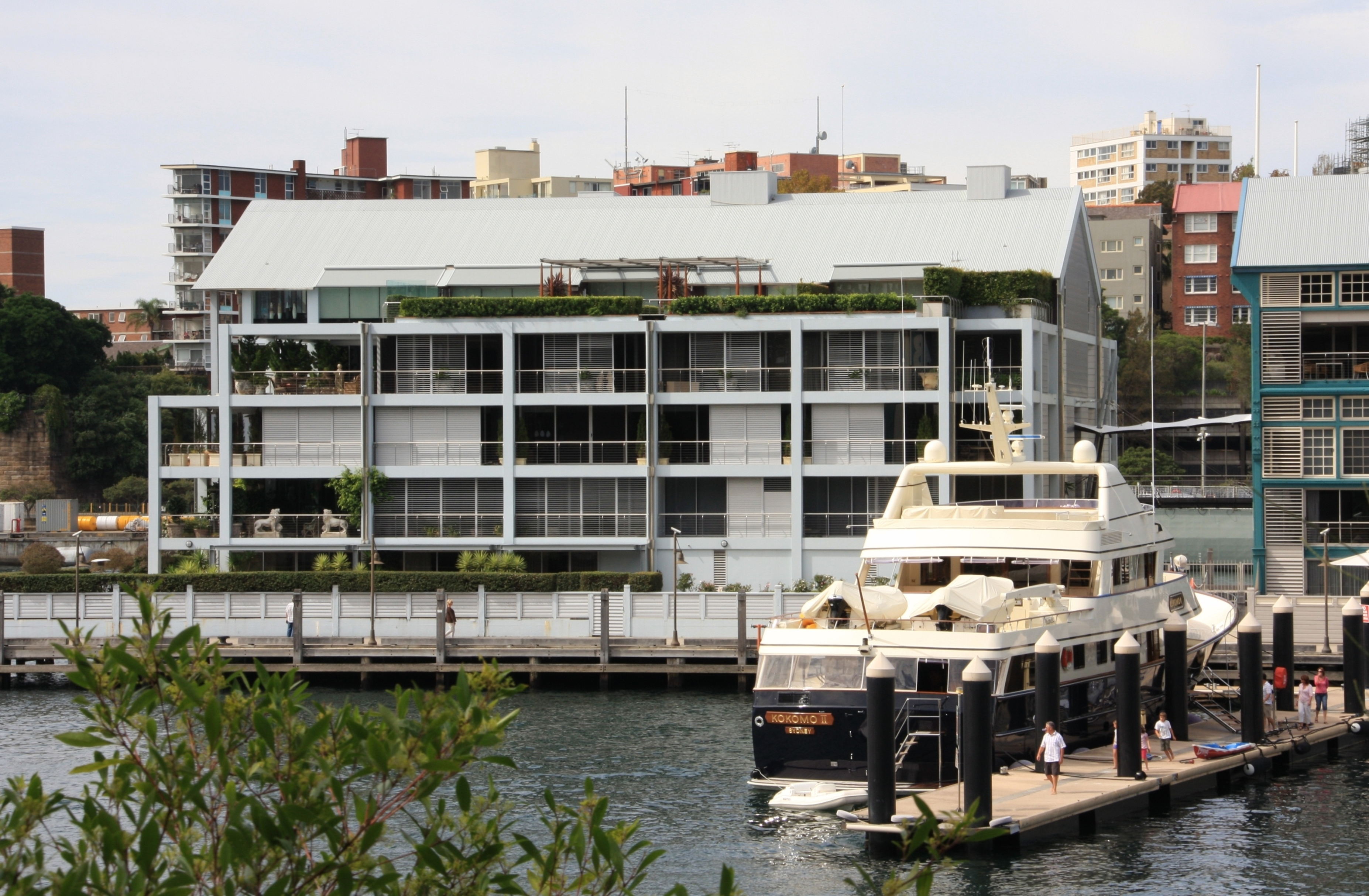
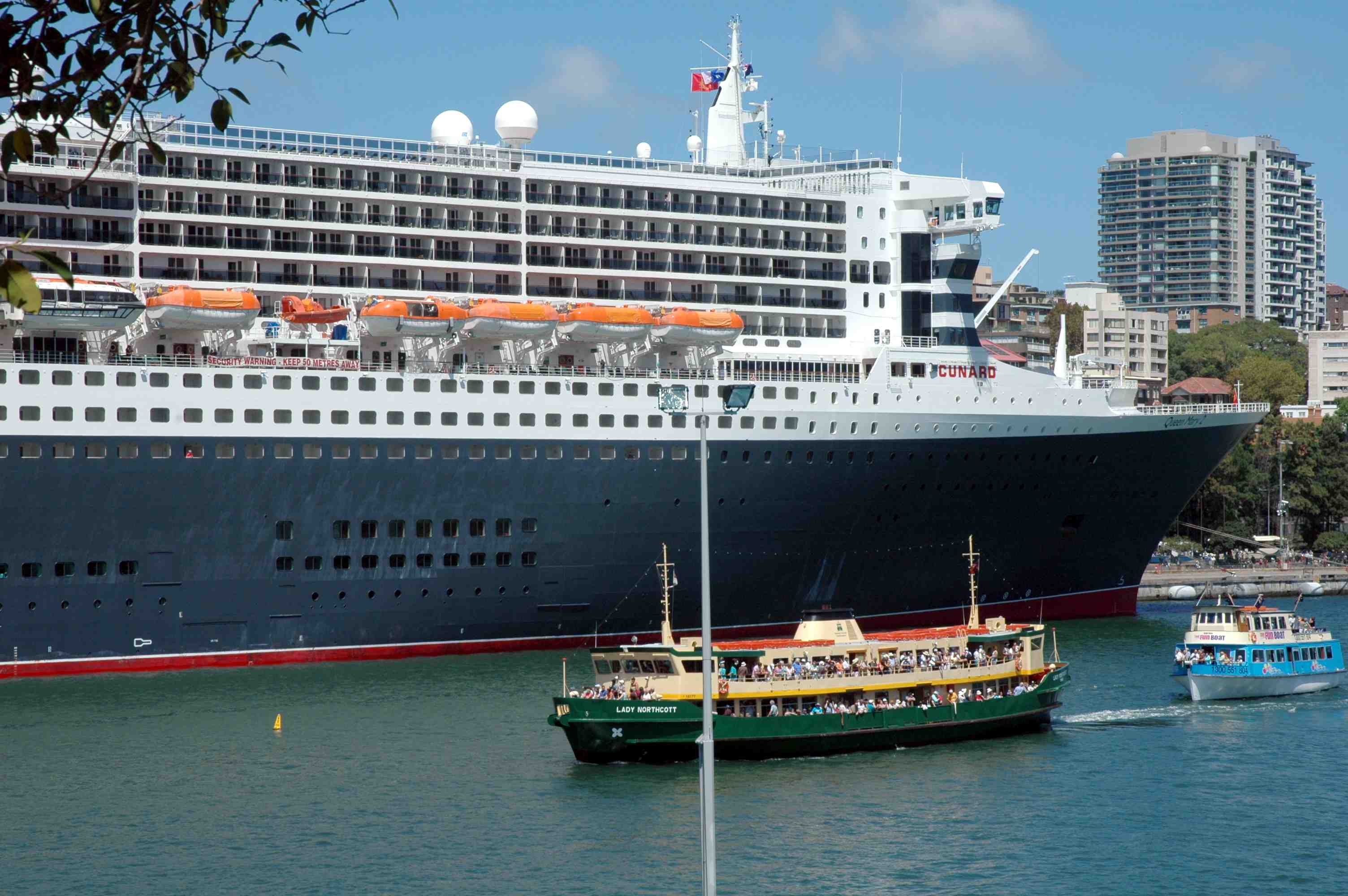